# Yosef Hamadani Cohen
Yusef Hamadani Cohen, född 1916 i Yazd i Iran, död 29 mars 2014 i Teheran, var Irans överrabbin och och andlig ledare för den judiska gemenskapen i Iran mellan januari 1994 och 2007.

## Karriär
I augusti 2000 mötte överrabbin Hamadani Cohen Irans president Mohammad Khatami för första gången. År 2003 träffade Cohen tillsammans med parlamentsledamoten Maurice Motamed president Khatami i Yusef Abad-synagogan, vilket markerade första gången en iransk president besökte en synagoga sedan den islamiska revolutionen. Vid tillfället ledde Cohen öppnandet av Torahrullarnas ark och läste böner.

## Död
Cohen avled efter en längre tids sjukdom den 29 mars 2014 i Teheran.